# Torneo Plácido Galindo
El Torneo Plácido Galindo fue un torneo de fútbol peruano disputado dentro del Campeonato Descentralizado de 1989. Se desarrolló entre los campeonatos regionales 1989-I y 1989-II, durante la participación del  seleccionado Peruano en la Copa América 1989 y posteriormente en la eliminatoria al Mundial de Italia 1990 con los equipos de la Primera División de 1989. Defensor Lima ganó el torneo y clasificó a la Pre Liguilla Regional II del Campeonato Descentralizado 1989. El nombre del torneo fue en homenaje al jugador, seleccionado, entrenador y dirigente peruano Plácido Galindo.

## Equipos
| Equipo               | Ciudad         | Estadio                | Capacidad |
| -------------------- | -------------- | ---------------------- | --------- |
| 15 de Setiembre      | Trujillo       | Mansiche               | 14.000    |
| Alfonso Ugarte       | Puno           | Enrique Torres Belón   | 20.000    |
| Alianza Atlético     | Sullana        | Campeones del 36       | 12.000    |
| Alianza Lima         | Lima           | Alejandro Villanueva   | 35.000    |
| Alipio Ponce         | Mazamari       | Municipal de Mazamari  | 15.000    |
| ADT                  | Tarma          | Unión Tarma            | 6.000     |
| Atlético Belén       | Moyobamba      | IPD de Moyobamba       | 8.000     |
| Atlético Grau        | Piura          | Miguel Grau            | 10.000    |
| Atlético Huracán     | Moquegua       | Héroes de Estuquiña    | 3.000     |
| Atlético Torino      | Talara         | Campeonísimo           | 8.000     |
| Carlos Mannucci      | Trujillo       | Mansiche               | 14.000    |
| Chacarita Versalles  | Iquitos        | Max Augustín           | 24.000    |
| Cienciano            | Cuzco          | Inca Garcilaso         | 25.000    |
| CNI                  | Iquitos        | Max Augustín           | 24.000    |
| Coronel Bolognesi    | Tacna          | Jorge Basadre          | 15.000    |
| Defensor ANDA        | Aucayacu       | Heraclio Tapia         | 15.000    |
| Defensor Lima        | Lima           | Nacional               | 45.750    |
| Deportivo AELU       | Lima           | Nacional               | 45.750    |
| Deportivo Cañaña     | Lambayeque     | Elías Aguirre          | 22.000    |
| Deportivo Hospital   | Pucallpa       | Aliardo Soria Pérez    | 15.000    |
| Deportivo Junín      | Huancayo       | IV Centenario          | 17.000    |
| Deportivo Municipal  | Lima           | Nacional               | 45.750    |
| Deportivo Tintaya    | Cuzco          | Inca Garcilaso         | 25.000    |
| Diablos Rojos        | Juliaca        | Enrique Torres Belón   | 20.000    |
| FBC Aurora           | Arequipa       | Mariano Melgar         | 15.000    |
| FBC Melgar           | Arequipa       | Mariano Melgar         | 15.000    |
| Internazionale       | Lima           | Nacional               | 45.750    |
| Juan Aurich          | Chiclayo       | Elías Aguirre          | 22.000    |
| Libertad             | Trujillo       | Mansiche               | 14.000    |
| León de Huánuco      | Huánuco        | Heraclio Tapia         | 10.000    |
| Meteor Sport Club    | Chancay        | Rómulo Shaw Cisneros   | 13.000    |
| Mina San Vicente     | Chanchamayo    | Municipal de San Ramón | 15.000    |
| Octavio Espinosa     | Ica            | José Picasso Peratta   | 8.000     |
| San Agustín          | Lima           | Nacional               | 45.750    |
| San Martín de Porres | Pucallpa       | Aliardo Soria Pérez    | 15.000    |
| Social Magdalena     | Ayacucho       | Ciudad de Cumaná       | 15.000    |
| Sporting Cristal     | Lima           | San Martín de Porres   | 15.000    |
| Unión Huaral         | Huaral         | Julio Lores Colán      | 6.000     |
| Unión Minas          | Cerro de Pasco | Daniel Alcides Carrión | 8.000     |
| Unión Tarapoto       | Tarapoto       | Carlos Vidaurre García | 7.000     |
| UTC                  | Cajamarca      | Héroes de San Ramón    | 18.000    |
| Universitario        | Lima           | Nacional               | 45.750    |

## Grupos Zonales
Los 42 clubes fueron divididos en zonas, a su vez en grupos no mayores de 4 equipos ni menores de 2, en un total de 13 grupos, en la etapa de grupos el puntaje, a manera experimental, otorgó 3 puntos al equipo ganador dentro de los 90 minutos, al perdedor 0 puntos y en caso de empate se efectuaba tiros desde el punto penal, dándole al ganador 2 puntos y al perdedor 1. Los equipos con mayor puntaje clasificaban a los grupos finales.

### Zona Metropolitana

#### Grupo 1
| Pos. | Equipo            | J | G | GP | PP | P | GF | GC | DG | Pts. |
| ---- | ----------------- | - | - | -- | -- | - | -- | -- | -- | ---- |
| 1°   | Defensor Lima     | 6 | 3 | 1  | 0  | 2 | 9  | 8  | +1 | 11   |
| 2°   | Alianza Lima      | 6 | 3 | 0  | 2  | 1 | 8  | 6  | +2 | 11   |
| 3°   | Meteor Sport Club | 6 | 1 | 1  | 2  | 2 | 7  | 8  | -1 | 7    |
| 4°   | Deportivo AELU    | 6 | 1 | 2  | 0  | 3 | 6  | 8  | -2 | 7    |

|  |                                            |
|  | Clasificados al Grupo Final Metropolitano. |

#### Grupo 2
| Pos. | Equipo              | J | G | GP | PP | P | GF | GC | DG | Pts. |
| ---- | ------------------- | - | - | -- | -- | - | -- | -- | -- | ---- |
| 1°   | Deportivo Municipal | 6 | 4 | 0  | 1  | 1 | 9  | 5  | +4 | 13   |
| 2°   | Universitario       | 6 | 3 | 1  | 1  | 1 | 11 | 4  | +7 | 12   |
| 3°   | Octavio Espinoza    | 6 | 1 | 1  | 1  | 3 | 4  | 10 | -6 | 6    |
| 4°   | Internazionale      | 6 | 1 | 1  | 0  | 4 | 4  | 9  | -5 | 5    |

|  |                                            |
|  | Clasificados al Grupo Final Metropolitano. |

#### Grupo 3
| Pos. | Equipo           | J | G | GP | PP | P | GF | GC | DG | Pts. |
| ---- | ---------------- | - | - | -- | -- | - | -- | -- | -- | ---- |
| 1°   | Unión Huaral     | 4 | 2 | 1  | 0  | 1 | 4  | 3  | +1 | 8    |
| 2°   | San Agustín      | 4 | 1 | 0  | 2  | 1 | 5  | 4  | +1 | 5    |
| 3°   | Sporting Cristal | 4 | 0 | 2  | 1  | 1 | 2  | 4  | -2 | 5    |

|  |                                            |
|  | Clasificados al Grupo Final Metropolitano. |

| \| Jor. \| Fecha \| Estadio \| Ciudad \| Local \| Resultado \| Visita \| \| ---- \| ---------- \| -------------------- \| ------ \| ---------------- \| ------------- \| ---------------- \| \| 1º \| 21-05-1989 \| Julio Lores Colán \| Lima \| Sporting Cristal \| 0 (3) - 0 (5) \| Unión Huaral \| \| 2º \| 28-05-1989 \| Julio Lores Colán \| Huaral \| Unión Huaral \| 2 - 0 \| San Agustín \| \| 3º \| 04-06-1989 \| Alejandro Villanueva \| Lima \| San Agustín \| 1 (3) - 1 (5) \| Sporting Cristal \| \| 4º \| 11-06-1989 \| Julio Lores Colán \| Huaral \| Unión Huaral \| 2 - 0 \| Sporting Cristal \| \| 5º \| 18-06-1989 \| Estadio Nacional \| Lima \| San Agustín \| 3 - 0 \| Unión Huaral \| \| 6º \| 24-06-1989 \| San Martín de Porres \| Lima \| Sporting Cristal \| 1 (5) - 1 (4) \| San Agustín \| |            |                      |        |                  |               |                  |
| Jor. | Fecha      | Estadio              | Ciudad | Local            | Resultado     | Visita           |
| 1º | 21-05-1989 | Julio Lores Colán    | Lima   | Sporting Cristal | 0 (3) - 0 (5) | Unión Huaral     |
| 2º | 28-05-1989 | Julio Lores Colán    | Huaral | Unión Huaral     | 2 - 0         | San Agustín      |
| 3º | 04-06-1989 | Alejandro Villanueva | Lima   | San Agustín      | 1 (3) - 1 (5) | Sporting Cristal |
| 4º | 11-06-1989 | Julio Lores Colán    | Huaral | Unión Huaral     | 2 - 0         | Sporting Cristal |
| 5º | 18-06-1989 | Estadio Nacional     | Lima   | San Agustín      | 3 - 0         | Unión Huaral     |
| 6º | 24-06-1989 | San Martín de Porres | Lima   | Sporting Cristal | 1 (5) - 1 (4) | San Agustín      |

### Zona Norte

#### Grupo 1
| Pos. | Equipo           | J | G | GP | PP | P | GF | GC | DG | Pts. |
| ---- | ---------------- | - | - | -- | -- | - | -- | -- | -- | ---- |
| 1°   | Atlético Torino  | 0 | 0 | 0  | 0  | 0 | 0  | 0  | 0  | 0    |
| 2°   | Carlos Mannucci  | 0 | 0 | 0  | 0  | 0 | 0  | 0  | 0  | 0    |
| 3°   | Deportivo Cañaña | 0 | 0 | 0  | 0  | 0 | 0  | 0  | 0  | 0    |

|  |                                   |
|  | Clasificado al Grupo Final Norte. |

#### Grupo 2
| Pos. | Equipo        | J | G | GP | PP | P | GF | GC | DG | Pts. |
| ---- | ------------- | - | - | -- | -- | - | -- | -- | -- | ---- |
| 1°   | Atlético Grau | 0 | 0 | 0  | 0  | 0 | 0  | 0  | 0  | 0    |
| 2°   | Libertad      | 0 | 0 | 0  | 0  | 0 | 0  | 0  | 0  | 0    |
| 3°   | UTC           | 0 | 0 | 0  | 0  | 0 | 0  | 0  | 0  | 0    |

|  |                                   |
|  | Clasificado al Grupo Final Norte. |

#### Grupo 3
| Pos. | Equipo           | J | G | GP | PP | P | GF | GC | DG | Pts. |
| ---- | ---------------- | - | - | -- | -- | - | -- | -- | -- | ---- |
| 1°   | Alianza Atlético | 0 | 0 | 0  | 0  | 0 | 0  | 0  | 0  | 0    |
| 2°   | Juan Aurich      | 0 | 0 | 0  | 0  | 0 | 0  | 0  | 0  | 0    |
| 3°   | 15 de Setiembre  | 0 | 0 | 0  | 0  | 0 | 0  | 0  | 0  | 0    |

|  |                                   |
|  | Clasificado al Grupo Final Norte. |

### Zona Oriente

#### Grupo 1
| Pos. | Equipo         | J | G | GP | PP | P | GF | GC | DG | Pts. |
| ---- | -------------- | - | - | -- | -- | - | -- | -- | -- | ---- |
| 1°   | Unión Tarapoto | 0 | 0 | 0  | 0  | 0 | 0  | 0  | 0  | 0    |
| 2°   | Atlético Belén | 0 | 0 | 0  | 0  | 0 | 0  | 0  | 0  | 0    |

|  |                                     |
|  | Clasificado al Grupo Final Oriente. |

#### Grupo 2
| Pos. | Equipo               | J | G | GP | PP | P | GF | GC | DG | Pts. |
| ---- | -------------------- | - | - | -- | -- | - | -- | -- | -- | ---- |
| 1°   | San Martín de Porres | 0 | 0 | 0  | 0  | 0 | 0  | 0  | 0  | 0    |
| 2°   | Deportivo Hospital   | 0 | 0 | 0  | 0  | 0 | 0  | 0  | 0  | 0    |

|  |                                     |
|  | Clasificado al Grupo Final Oriente. |

#### Grupo 3
| Pos. | Equipo              | J | G | GP | PP | P | GF | GC | DG | Pts. |
| ---- | ------------------- | - | - | -- | -- | - | -- | -- | -- | ---- |
| 1°   | CNI                 | 0 | 0 | 0  | 0  | 0 | 0  | 0  | 0  | 0    |
| 2°   | Chacarita Versalles | 0 | 0 | 0  | 0  | 0 | 0  | 0  | 0  | 0    |

|  |                                     |
|  | Clasificado al Grupo Final Oriente. |

### Zona Centro

#### Grupo 1
| Pos. | Equipo           | J | G | GP | PP | P | GF | GC | DG | Pts. |
| ---- | ---------------- | - | - | -- | -- | - | -- | -- | -- | ---- |
| 1°   | Deportivo Junín  | 0 | 0 | 0  | 0  | 0 | 0  | 0  | 0  | 0    |
| 2°   | Mina San Vicente | 0 | 0 | 0  | 0  | 0 | 0  | 0  | 0  | 0    |
| 3°   | ADT              | 0 | 0 | 0  | 0  | 0 | 0  | 0  | 0  | 0    |
| 4°   | Alipio Ponce     | 0 | 0 | 0  | 0  | 0 | 0  | 0  | 0  | 0    |

|  |                                     |
|  | Clasificados al Grupo Final Centro. |

#### Grupo 2
| Pos. | Equipo           | J | G | GP | PP | P | GF | GC | DG | Pts. |
| ---- | ---------------- | - | - | -- | -- | - | -- | -- | -- | ---- |
| 1°   | Unión Minas      | 0 | 0 | 0  | 0  | 0 | 0  | 0  | 0  | 0    |
| 2°   | León de Huánuco  | 0 | 0 | 0  | 0  | 0 | 0  | 0  | 0  | 0    |
| 3°   | Social Magdalena | 0 | 0 | 0  | 0  | 0 | 0  | 0  | 0  | 0    |
| 4°   | Defensor ANDA    | 0 | 0 | 0  | 0  | 0 | 0  | 0  | 0  | 0    |

|  |                                     |
|  | Clasificados al Grupo Final Centro. |

### Zona Sur

#### Grupo 1
| Pos. | Equipo            | J | G | GP | PP | P | GF | GC | DG | Pts. |
| ---- | ----------------- | - | - | -- | -- | - | -- | -- | -- | ---- |
| 1°   | FBC Aurora        | 6 | 2 | 4  | 0  | 0 | 5  | 0  | +5 | 14   |
| 2°   | FBC Melgar        | 6 | 3 | 0  | 2  | 1 | 8  | 2  | +6 | 11   |
| 3°   | Coronel Bolognesi | 5 | 1 | 1  | 1  | 2 | 2  | 7  | -5 | 6    |
| 4°   | Atlético Huracán  | 5 | 0 | 0  | 2  | 3 | 2  | 8  | -6 | 2    |

|  |                                  |
|  | Clasificados al Grupo Final Sur. |

| \| Jor. \| Fecha \| Estadio \| Ciudad \| Local \| Resultado \| Visita \| \| ---- \| ---------- \| ------------------- \| -------- \| ----------------- \| ------------- \| ----------------- \| \| 1º \| 21-06-1989 \| Mariano Melgar \| Arequipa \| FBC Melgar \| 1 - 0 \| Atlético Huracán \| \| 1º \| 21-06-1989 \| Jorge Basadre \| Tacna \| Coronel Bolognesi \| 0 (1) - 0 (4) \| FBC Aurora \| \| 2º \| 28-06-1989 \| Mariano Melgar \| Arequipa \| FBC Aurora \| 4 - 0 \| Atlético Huracán \| \| 2º \| 28-06-1989 \| Jorge Basadre \| Tacna \| Coronel Bolognesi \| 1 - 0 \| FBC Melgar \| \| 3º \| 04-07-1989 \| Mariano Melgar \| Arequipa \| FBC Melgar \| 0 (4) - 0 (5) \| FBC Aurora \| \| 3º \| 04-07-1989 \| Héroes de Estuquiña \| Moquegua \| Atlético Huracán \| 1 (4) - 1 (5) \| Coronel Bolognesi \| \| 4º \| 11-07-1989 \| Héroes de Estuquiña \| Moquegua \| Atlético Huracán \| 1 - 2 \| FBC Melgar \| \| 4º \| 11-07-1989 \| Mariano Melgar \| Arequipa \| FBC Aurora \| 1 - 0 \| Coronel Bolognesi \| \| 5º \| 18-07-1989 \| Héroes de Estuquiña \| Moquegua \| Atlético Huracán \| 0 (2) - 0 (4) \| FBC Aurora \| \| 5º \| 18-07-1989 \| Mariano Melgar \| Arequipa \| FBC Melgar \| 5 - 0 \| Coronel Bolognesi \| \| 6º \| 25-07-1989 \| Mariano Melgar \| Arequipa \| FBC Aurora \| 0 (3) - 0 (1) \| FBC Melgar \| \| 6º \| 25-07-1989 \| Jorge Basadre \| Tacna \| Coronel Bolognesi \| / - / \| Atlético Huracán \| |            |                     |          |                   |               |                   |
| Jor. | Fecha      | Estadio             | Ciudad   | Local             | Resultado     | Visita            |
| 1º | 21-06-1989 | Mariano Melgar      | Arequipa | FBC Melgar        | 1 - 0         | Atlético Huracán  |
| 1º | 21-06-1989 | Jorge Basadre       | Tacna    | Coronel Bolognesi | 0 (1) - 0 (4) | FBC Aurora        |
| 2º | 28-06-1989 | Mariano Melgar      | Arequipa | FBC Aurora        | 4 - 0         | Atlético Huracán  |
| 2º | 28-06-1989 | Jorge Basadre       | Tacna    | Coronel Bolognesi | 1 - 0         | FBC Melgar        |
| 3º | 04-07-1989 | Mariano Melgar      | Arequipa | FBC Melgar        | 0 (4) - 0 (5) | FBC Aurora        |
| 3º | 04-07-1989 | Héroes de Estuquiña | Moquegua | Atlético Huracán  | 1 (4) - 1 (5) | Coronel Bolognesi |
| 4º | 11-07-1989 | Héroes de Estuquiña | Moquegua | Atlético Huracán  | 1 - 2         | FBC Melgar        |
| 4º | 11-07-1989 | Mariano Melgar      | Arequipa | FBC Aurora        | 1 - 0         | Coronel Bolognesi |
| 5º | 18-07-1989 | Héroes de Estuquiña | Moquegua | Atlético Huracán  | 0 (2) - 0 (4) | FBC Aurora        |
| 5º | 18-07-1989 | Mariano Melgar      | Arequipa | FBC Melgar        | 5 - 0         | Coronel Bolognesi |
| 6º | 25-07-1989 | Mariano Melgar      | Arequipa | FBC Aurora        | 0 (3) - 0 (1) | FBC Melgar        |
| 6º | 25-07-1989 | Jorge Basadre       | Tacna    | Coronel Bolognesi | / - /         | Atlético Huracán  |

#### Grupo 2
| Pos. | Equipo            | J | G | GP | PP | P | GF | GC | DG | Pts. |
| ---- | ----------------- | - | - | -- | -- | - | -- | -- | -- | ---- |
| 1°   | Cienciano         | 6 | 4 | 0  | 0  | 2 | 11 | 4  | +7 | 12   |
| 2°   | Alfonso Ugarte    | 6 | 3 | 0  | 1  | 2 | 8  | 4  | +4 | 10   |
| 3°   | Diablos Rojos     | 5 | 1 | 1  | 1  | 2 | 5  | 8  | -3 | 6    |
| 4°   | Deportivo Tintaya | 5 | 1 | 1  | 0  | 3 | 4  | 12 | -8 | 5    |

|  |                                  |
|  | Clasificados al Grupo Final Sur. |

| \| Jor. \| Fecha \| Estadio \| Ciudad \| Local \| Resultado \| Visita \| \| ---- \| ---------- \| -------------------- \| ------- \| ----------------- \| --------------- \| ----------------- \| \| 1º \| 21-06-1989 \| Enrique Torres Belón \| Juliaca \| Diablos Rojos \| 0 (4) - 0 (2) \| Alfonso Ugarte \| \| 1º \| 21-06-1989 \| Inca Garcilaso \| Cusco \| Deportivo Tintaya \| 1 - 4 \| Cienciano \| \| 2º \| 28-06-1989 \| Enrique Torres Belón \| Puno \| Alfonso Ugarte \| 4 - 0 \| Deportivo Tintaya \| \| 2º \| 28-06-1989 \| Inca Garcilaso \| Cuzco \| Cienciano \| 2 - 0 \| Diablos Rojos \| \| 3º \| 04-07-1989 \| Inca Garcilaso \| Cuzco \| Cienciano \| 2 - 0 \| Alfonso Ugarte \| \| 3º \| 04-07-1989 \| Enrique Torres Belón \| Juliaca \| Diablos Rojos \| 2 (13) - 2 (14) \| Deportivo Tintaya \| \| 4º \| 11-07-1989 \| Enrique Torres Belón \| Puno \| Alfonso Ugarte \| 3 - 1 \| Diablos Rojos \| \| 4º \| 11-07-1989 \| Inca Garcilaso \| Cuzco \| Cienciano \| 2 - 0 \| Deportivo Tintaya \| \| 5º \| 18-07-1989 \| Inca Garcilaso \| Cuzco \| Deportivo Tintaya \| 1 - 0 \| Alfonso Ugarte \| \| 5º \| 18-07-1989 \| Enrique Torres Belón \| Juliaca \| Diablos Rojos \| 2 - 1 \| Cienciano \| \| 6º \| 25-07-1989 \| Enrique Torres Belón \| Puno \| Alfonso Ugarte \| 1 - 0 \| Cienciano \| \| 6º \| 25-07-1989 \| Inca Garcilaso \| Cuzco \| Deportivo Tintaya \| / - / \| Diablos Rojos \| |            |                      |         |                   |                 |                   |
| Jor. | Fecha      | Estadio              | Ciudad  | Local             | Resultado       | Visita            |
| 1º | 21-06-1989 | Enrique Torres Belón | Juliaca | Diablos Rojos     | 0 (4) - 0 (2)   | Alfonso Ugarte    |
| 1º | 21-06-1989 | Inca Garcilaso       | Cusco   | Deportivo Tintaya | 1 - 4           | Cienciano         |
| 2º | 28-06-1989 | Enrique Torres Belón | Puno    | Alfonso Ugarte    | 4 - 0           | Deportivo Tintaya |
| 2º | 28-06-1989 | Inca Garcilaso       | Cuzco   | Cienciano         | 2 - 0           | Diablos Rojos     |
| 3º | 04-07-1989 | Inca Garcilaso       | Cuzco   | Cienciano         | 2 - 0           | Alfonso Ugarte    |
| 3º | 04-07-1989 | Enrique Torres Belón | Juliaca | Diablos Rojos     | 2 (13) - 2 (14) | Deportivo Tintaya |
| 4º | 11-07-1989 | Enrique Torres Belón | Puno    | Alfonso Ugarte    | 3 - 1           | Diablos Rojos     |
| 4º | 11-07-1989 | Inca Garcilaso       | Cuzco   | Cienciano         | 2 - 0           | Deportivo Tintaya |
| 5º | 18-07-1989 | Inca Garcilaso       | Cuzco   | Deportivo Tintaya | 1 - 0           | Alfonso Ugarte    |
| 5º | 18-07-1989 | Enrique Torres Belón | Juliaca | Diablos Rojos     | 2 - 1           | Cienciano         |
| 6º | 25-07-1989 | Enrique Torres Belón | Puno    | Alfonso Ugarte    | 1 - 0           | Cienciano         |
| 6º | 25-07-1989 | Inca Garcilaso       | Cuzco   | Deportivo Tintaya | / - /           | Diablos Rojos     |

## Grupos Finales
Los 20 clubes clasificados de las zonas fueron ubicados en grupos finales divididos en zonas, en esta etapa el puntaje, al igual que en la etapa previa, a manera experimental, otorgó 3 puntos al equipo ganador dentro de los 90 minutos, al perdedor 0 puntos y en caso de empate se efectuaba tiros desde el punto penal, dándole al ganador 2 puntos y al perdedor 1. Los equipos con mayor puntaje clasificaban a los cuartos de final.

### Final Metropolitana
| Pos. | Equipo              | J | G | GP | PP | P | GF | GC | DG | Pts. |
| ---- | ------------------- | - | - | -- | -- | - | -- | -- | -- | ---- |
| 1°   | Universitario       | 5 | 0 | 0  | 0  | 0 | 0  | 0  | 0  | 0    |
| 2°   | Defensor Lima       | 5 | 0 | 0  | 0  | 0 | 0  | 0  | 0  | 0    |
| 3°   | Alianza Lima        | 5 | 0 | 0  | 0  | 0 | 0  | 0  | 0  | 0    |
| 4°   | Unión Huaral        | 5 | 0 | 0  | 0  | 0 | 0  | 0  | 0  | 0    |
| 5°   | Deportivo Municipal | 5 | 0 | 0  | 0  | 0 | 0  | 0  | 0  | 0    |
| 6°   | San Agustín         | 5 | 0 | 0  | 0  | 0 | 0  | 0  | 0  | 0    |

|  |                                  |
|  | Clasificados a Cuartos de final. |

### Final Norte
Clasificado a Cuartos de final: Alianza Atlético.

### Final Oriente
Clasificado a Cuartos de final: Unión Tarapoto.

### Final Centro
Clasificado a Cuartos de final: Deportivo Junín.

### Final Sur
| Pos. | Equipo         | J | G | GP | PP | P | GF | GC | DG | Pts. |
| ---- | -------------- | - | - | -- | -- | - | -- | -- | -- | ---- |
| 1°   | Cienciano      | 6 | 3 | 1  | 1  | 1 | 9  | 5  | +4 | 12   |
| 2°   | FBC Aurora     | 6 | 1 | 3  | 1  | 1 | 2  | 2  | 0  | 10   |
| 3°   | FBC Melgar     | 6 | 2 | 1  | 1  | 2 | 5  | 6  | -1 | 9    |
| 4°   | Alfonso Ugarte | 6 | 1 | 0  | 2  | 3 | 3  | 6  | -3 | 5    |

|  |                                 |
|  | Clasificado a Cuartos de final. |

| \| Jor. \| Fecha \| Estadio \| Ciudad \| Local \| Resultado \| Visita \| \| ---- \| ---------- \| -------------------- \| -------- \| -------------- \| ------------- \| -------------- \| \| 1º \| 02-07-1989 \| Mariano Melgar \| Arequipa \| FBC Melgar \| 1 - 0 \| Alfonso Ugarte \| \| 1º \| 02-07-1989 \| Inca Garcilaso \| Cuzco \| Cienciano \| 0 (2) - 0 (3) \| FBC Aurora \| \| 2º \| 09-07-1989 \| Mariano Melgar \| Arequipa \| FBC Aurora \| 1 - 0 \| Alfonso Ugarte \| \| 2º \| 09-07-1989 \| Inca Garcilaso \| Cuzco \| Cienciano \| 3 - 1 \| FBC Melgar \| \| 3º \| 16-07-1989 \| Enrique Torres Belón \| Puno \| Alfonso Ugarte \| 2 - 1 \| Cienciano \| \| 3º \| 16-07-1989 \| Mariano Melgar \| Arequipa \| FBC Melgar \| 0 (3) - 0 (5) \| FBC Aurora \| \| 4º \| 23-07-1989 \| Enrique Torres Belón \| Puno \| Alfonso Ugarte \| 1 (3) - 1 (5) \| FBC Melgar \| \| 4º \| 23-07-1989 \| Mariano Melgar \| Arequipa \| FBC Aurora \| 1 (8) - 1 (9) \| Cienciano \| \| 5º \| 08-08-1989 \| Enrique Torres Belón \| Puno \| Alfonso Ugarte \| 0 (1) - 0 (2) \| FBC Aurora \| \| 5º \| 08-08-1989 \| Mariano Melgar \| Arequipa \| FBC Melgar \| 1 - 2 \| Cienciano \| \| 6º \| 15-08-1989 \| Inca Garcilaso \| Cuzco \| Cienciano \| 2 - 0 \| Alfonso Ugarte \| \| 6º \| 15-08-1989 \| Mariano Melgar \| Arequipa \| FBC Aurora \| 0 - 1 \| FBC Melgar \| |            |                      |          |                |               |                |
| Jor. | Fecha      | Estadio              | Ciudad   | Local          | Resultado     | Visita         |
| 1º | 02-07-1989 | Mariano Melgar       | Arequipa | FBC Melgar     | 1 - 0         | Alfonso Ugarte |
| 1º | 02-07-1989 | Inca Garcilaso       | Cuzco    | Cienciano      | 0 (2) - 0 (3) | FBC Aurora     |
| 2º | 09-07-1989 | Mariano Melgar       | Arequipa | FBC Aurora     | 1 - 0         | Alfonso Ugarte |
| 2º | 09-07-1989 | Inca Garcilaso       | Cuzco    | Cienciano      | 3 - 1         | FBC Melgar     |
| 3º | 16-07-1989 | Enrique Torres Belón | Puno     | Alfonso Ugarte | 2 - 1         | Cienciano      |
| 3º | 16-07-1989 | Mariano Melgar       | Arequipa | FBC Melgar     | 0 (3) - 0 (5) | FBC Aurora     |
| 4º | 23-07-1989 | Enrique Torres Belón | Puno     | Alfonso Ugarte | 1 (3) - 1 (5) | FBC Melgar     |
| 4º | 23-07-1989 | Mariano Melgar       | Arequipa | FBC Aurora     | 1 (8) - 1 (9) | Cienciano      |
| 5º | 08-08-1989 | Enrique Torres Belón | Puno     | Alfonso Ugarte | 0 (1) - 0 (2) | FBC Aurora     |
| 5º | 08-08-1989 | Mariano Melgar       | Arequipa | FBC Melgar     | 1 - 2         | Cienciano      |
| 6º | 15-08-1989 | Inca Garcilaso       | Cuzco    | Cienciano      | 2 - 0         | Alfonso Ugarte |
| 6º | 15-08-1989 | Mariano Melgar       | Arequipa | FBC Aurora     | 0 - 1         | FBC Melgar     |

## Cuadro Clasificatorio
Los 8 clubes clasificados de los grupos finales fueron emparejados en partidos de ida y vuelta, en caso de igualdad de goles y resultados se empleaba a los goles marcados de visitante. En caso de que en ambos partidos se reflejara la completa paridad de goles y resultados, al final del segundo partido se recurriría a los lanzamientos desde el punto de penalti.
|  | Cuartos de final                    | Cuartos de final                    | Cuartos de final                    |       |               | Semifinales               | Semifinales               | Semifinales               |  |  | Final                                | Final                                | Final                                |
|  | del 26 de agosto al 2 de septiembre | del 26 de agosto al 2 de septiembre | del 26 de agosto al 2 de septiembre |       |               | del 9 al 16 de septiembre | del 9 al 16 de septiembre | del 9 al 16 de septiembre |  |  | del 23 de septiembre al 1 de octubre | del 23 de septiembre al 1 de octubre | del 23 de septiembre al 1 de octubre |
|  |                                     |                                     |                                     |       |               |                           |                           |                           |  |  |                                      |                                      |                                      |
|  | Cienciano                           | 0                                   | 2                                   |       |               |                           |                           |                           |  |  |                                      |                                      |                                      |
|  | Universitario                       | 2                                   | 1                                   |       |               |                           |                           |                           |  |  |                                      |                                      |                                      |
|  | Universitario                       | 2                                   | 1                                   |       | Universitario | 2                         | 0                         |                           |  |  |                                      |                                      |                                      |
|  |                                     |                                     |                                     |       | Universitario | 2                         | 0                         |                           |  |  |                                      |                                      |                                      |
|  |                                     | Alianza Lima                        | 0                                   | 1     |               |                           |                           |                           |  |  |                                      |                                      |                                      |
|  | Deportivo Junín                     | Alianza Lima                        | 0                                   | 1     | 0             | 0                         |                           |                           |  |  |                                      |                                      |                                      |
|  | Deportivo Junín                     |                                     |                                     |       | 0             | 0                         |                           |                           |  |  |                                      |                                      |                                      |
|  | Alianza Lima                        | 2                                   | 3                                   |       |               |                           |                           |                           |  |  |                                      |                                      |                                      |
|  |                                     |                                     |                                     |       |               |                           |                           |                           |  |  | Universitario                        | 1                                    | 1 (4)                                |
|  |                                     |                                     | Defensor Lima                       | 1     | 1 (5)         |                           |                           |                           |  |  |                                      |                                      |                                      |
|  | Alianza Atlético                    | 1                                   | 1 (2)                               |       |               |                           |                           |                           |  |  |                                      |                                      |                                      |
|  | Defensor Lima                       | 0                                   | 2 (4)                               |       |               |                           |                           |                           |  |  |                                      |                                      |                                      |
|  | Defensor Lima                       | 0                                   | 2 (4)                               |       | Defensor Lima | 0                         | 2 (4)                     |                           |  |  |                                      |                                      |                                      |
|  |                                     |                                     |                                     |       | Defensor Lima | 0                         | 2 (4)                     |                           |  |  |                                      |                                      |                                      |
|  |                                     | Unión Huaral                        | 2                                   | 0 (3) |               |                           |                           |                           |  |  |                                      |                                      |                                      |
|  | Unión Tarapoto                      | Unión Huaral                        | 2                                   | 0 (3) | 0             | 0                         |                           |                           |  |  |                                      |                                      |                                      |
|  | Unión Tarapoto                      |                                     |                                     |       | 0             | 0                         |                           |                           |  |  |                                      |                                      |                                      |
|  | Unión Huaral                        | 2                                   | 4                                   |       |               |                           |                           |                           |  |  |                                      |                                      |                                      |

- Nota: En cada llave, el equipo ubicado en la primera línea es el que ejerce la localía en el partido de vuelta.

### Final
| Ida; 23 de septiembre de 1989 | Defensor Lima | 1:1 (0:0) | Universitario | Estadio Nacional, Lima                               |                                                      |
| 19:00 (UTC-5)                 | Victorino 80' |           | 46' Torrealba | Asistencia: 2.641 espectadores Árbitro(s): Montalbán | Asistencia: 2.641 espectadores Árbitro(s): Montalbán |

| Vuelta; 1 de octubre de 1989 | Universitario                               | 1:1 (1:0) (4:5 p.)         | Defensor Lima                                    | Estadio Nacional, Lima |  |
| 15:00 (UTC-5)                | Gonzáles 30'                                |                            | 89' Victorino                                    |                        |  |
|                              |                                             | Tiros desde el punto penal |                                                  |                        |  |
|                              | Barco · Carranza · Peña · Vidales · Briceño |                            | Ternero · Peña · Zeballos · Saavedra · Victorino |                        |  |

|               |
| Campeón       |
| Defensor Lima |
| 1.er título   |

## Goleadores
| Jugador         | Equipo                   | Goles |
| --------------- | ------------------------ | ----- |
| Ricardo Zegarra | Defensor Lima            | 12    |
| Carlos Delgado  | Deportivo Junín          | 10    |
| Alfonso Reyna   | Unión Huaral             | 10    |
| Juan Illescas   | Internazionale San Borja | 9     |
| José Pajuelo    | Defensor Lima            | 8     |
| Fidel Suárez    | Universitario            | 7     |
| Ricardo Viera   | Deportivo Municipal      | 7     |
| Roberto Lanatta | Alianza Atlético         | 7     |